# Ruhrstadtstudio
Das Ruhrstadtstudio Witten war eine seit 1992 anerkannte Radiowerkstatt, in der Beiträge für den Bürgerfunk auf Radio Ennepe Ruhr produziert wurden. Somit erhielten hier Bürger der Region (Ennepe-Ruhr-Kreis) die Möglichkeit, ihrer Ansicht nach relevante Themen zu publizieren und der Öffentlichkeit vorzustellen. Das Studio war überparteilich, unparteiisch, konfessionell nicht gebunden. Pro Jahr werden bis zu 100 Sendungen zumeist aus den Bereichen Soziales, Kultur und Stadtgeschehen im Studio von Bürgern des Kreises produziert.

## Geschichte

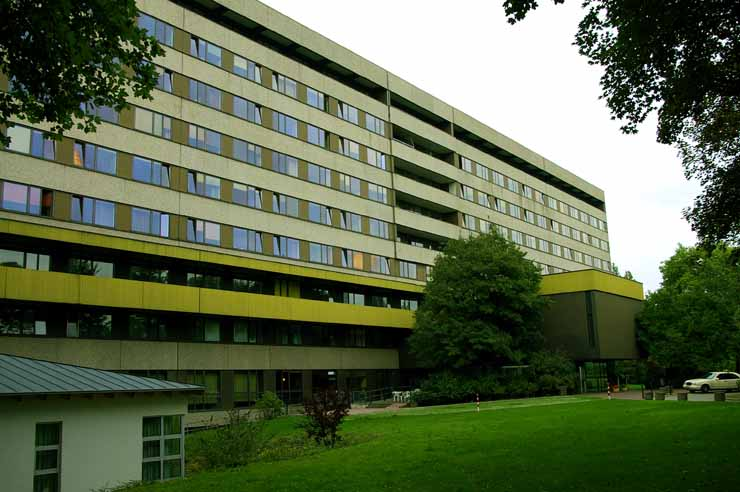
Das Evangelische Krankenhaus Witten, Sitz des Ruhrstadtstudios

Die Geschichte des Ruhrstadtstudios beginnt 1976. In diesem Jahr wurde im Ev. Krankenhaus in Witten ein Tonstudio eingerichtet. Zunächst wurden in diesem Studio ausschließlich Sendungen des Krankenhausfunkes im Evangelischen Krankenhaus Witten produziert und live in die Krankenzimmer beziehungsweise die Einrichtungen und Gebäude des angrenzenden Diakoniewerkes übertragen. Ausstrahlungstermin der ersten Sendung: 6. November 1976. Seit 1992 entstanden im Studio aber auch Sendungen für den Bürgerfunk von Radio Ennepe Ruhr, dem lokalen Hörfunksender des Ennepe-Ruhr-Kreises mit Sitz in Hagen. Seine Live-Produktion für die Diakonie hat der Krankenhausfunk im Jahr 1999 eingestellt; bis 2004 hieß das Studio schlicht „Krankenhausfunk“, der Name wurde allerdings 2004 in „Ruhrstadtstudio“ geändert, um klarzustellen, dass es sich um eine Radiowerkstatt handelt, die allen Bürgern des Kreises und ihren Themen offensteht. In der Medienlandschaft der Stadt Witten war das Ruhrstadtstudio eine Besonderheit, da es die einzige unabhängige Medienplattform für Bürgerthemen darstellte, denn es gibt in der Stadt keinen Offenen Kanal oder ähnliche Einrichtungen, in denen Live-Radio produziert werden könnte, wie dies in vielen Regionen Deutschlands durchaus möglich ist.
2017 wurde als Nachfolger das Studio Witten in einem Altenheim eingerichtet.

## Radiowerkstatt
Um Bürgerfunksendungen produzieren zu dürfen, bedarf es einer Prüfung durch die Landesanstalt für Medien des Landes Nordrhein-Westfalen. Um sich „Radiowerkstatt“ nennen zu dürfen, müssen bestimmte Kriterien erfüllt werden: Es muss eine entsprechende Technik vorhanden sein, die Mitarbeiter müssen sich in regelmäßigen Abständen fortbilden. Nur wenn diese Kriterien erfüllt sind, erhält ein Tonstudio das Prädikat „Radiowerkstatt“. Das Ruhrstadtstudio ist eine von zwei solcher Werkstätten im Ennepe-Ruhr-Kreis. Die zweite Werkstatt befindet sich in der Stadt Gevelsberg. Aufgrund des im Jahr 2007 geänderten Landesmediengesetzes in NRW darf Bürgerfunk nur noch produzieren, wer im Rahmen eines Zertifizierungslehrgangs eine solche Bestätigung erhalten hat. Im August des Jahres 2008 haben drei ehrenamtlich tätige Mitarbeiter des Ruhrstadtstudios diesen Zertifizierungslehrgang abgeschlossen. Somit war das Wittener Studio das einzige im Ennepe-Ruhr-Kreis, in dem Bürgerfunk produziert werden durfte.